# Копнена зона безбедности
Зона копнене безбедности (на српском: Копнена зона безбедности; на албанском: Zona e Sigurisë Tokësore) је била демилитаризована зона ширине 5 километара успостављена у јуну 1999. након потписивања Куманoвског споразума којим је окончан Рат на Косову и Метохији. Граница је пролазила између Савезне Републике Југославије и Косова под управом Уједињених нација.

## Позадина
Између 1992. и 1993. етнички Албанци оснивају ОВК која започиње нападе на полицију, цивиле и тајну службу од 1995. Из тога настаје ескалација и крајем фебруара 1998. почиње сам Косовски рат.

## Успостављање Зоне копнене безбедности
Потписивањем Куманoвског споразума предвиђено је формирање зоне ширине 5 километара на граници између Косова и Савезне Републике Југославије. Такође је успостављена и зона ваздушне безбедности ширине 25 км. У зони су омогућени само патролирања лако наоружаних полицијских јединица до 10 људи; било каква војна техника или тешко наоружање било је забрањено. Зона је подељена на пет сектoра:
- Сектор C запад – од Плава до границе са Албанијом
- Сектор A – од Рожаја до Медвеђе
- Сектор D – делови општина Медвеђе, Лесковца, Лебана и Врања
- Сектор B – од Медвеђе до Прешева
- Сектор C исток – од границе са Северном Македонијом до села Норча[12]

## Сукоби на југу Србије
У јуну 1999. формирана је нова албанска терористичка група под вођством Шефкет Муслиу – ОВПМБ, која почиње обуку у КЗБ
, уз надзор КФОР-а. Терористи су вршили нападе на српске цивиле и полицију 
настојећи да се Прешево, Медвеђа и Бујановац уједине с Косовом, што прераста у устанак.
Због неспособности Југославије да употреби тешко наоружање, ОВПМБ заузима села у секторима B и C источном, осим Грамаде. Подељени су у три зоне:
- Северна зона – командује Мухамет Џемајли (Муховац и околна места)
- Централна зона – командује Ридван Казими (уључено: Велики Трновац, Кончуљ...)
- Јужна зона – командује Шакир Шакири, касније замењује Мустафа Шакири

ОВПМБ користи минобацаче у нападама са сигурне удаљености, чиме спречава контранападе. После свргавања Слободана Милошевића 5. октобра 2000, Вojислав Коштуница захтева уклањање или смањење КЗБ; КФОР посредује примирје 24. новембра.
Дошло је до више сукоба, попут ватрених окршаја у марту и новембру 2000. у Добросину, са жртвама на обе стране.

## Операција Повратак
14. марта 2001. у 6:30 ч, после најжешћих сукоба од завршетка Косовског рата, НАТО дозвољава југословенским снагама улазак у Сектор C исток. Председник Коштуница и генерал Павковић потврђују успешан ток операције – без минирања или сукоба. КФОР хеликоптери прате акцију.  
22. марта, КФОР дозвољава улазак и у секторе C запад и A, а 25. марта Југословенска ВОЈНА сила преузима око 1.300 km² подручја.  
2. априла састанак Крстић–КФОР у Мердару; 12. априла договор Крстића и Човића под надзором КФОР-а.  
14. априла, запоседање сектора D праћено КФОР-ом, ЕУ посматрачима и новинарима, а без реакције ОВПМБ.
13. маја, војска и полиција уз подршку 63. падобранске и 72. бригаде специјалних снага нападају ОВПМБ у Ораовици. После дневних борби, 14. маја град је ослобођен након одбијања предаје од стране терориста.
21. маја, потписан је Кончуљски споразум од стране Шефкета Муслија, Мустафе Шакирија, Ридвана Казимија и Мухамета Џемајлија, којим је обезбеђена демилитаризација и демобиилизација ОВПМБ-а; дозвољавајући улазак југословенских снага до 31. маја. Србија гарантује условну амнестију за чланове ОВПМБ-а од 23. маја; надгледа НАТО и Син Шеливан.  
Делимично улазак у Сектор B јужни и централни сектор баш по договору одвија се 24–31. маја, уз једини сукоб у Великом Трновцу где је убијен Ридван Казими.  
31. маја, улазак у последњи део зоне уз високу припрему и без већих отпора.

## Укидање КЗБ и последице
Након што су југословенске трупе ушле у Сектор Б 31. маја 2001. и након расформирања ОВПМБ због Кончулског споразума, Зона безбедности је у потпуности укинута. Са завршетком побуне у Прешеву, многи бивши припадници ОВПМБ су се придружили Националној ослободилачкој армији како би се борили против македонске владе, захтевајући већа права за македонске Албанце. Дана 13. августа 2001. потписан је Охридски споразум, којим је окончана побуна у Македонији 2001. године. Споразум је обезбедио више права за македонске Албанце и расформирана је НОА. Потпуна релаксација КЗБ најављена је 17. августа.
Још једна албанска паравојна организација, Албанска национална армија (АНА, АКШ), такође је укључивала бивше борце ОВПМБ. Та група је повезана са ФБКШ (Национални фронт за уједињење Албанаца), својим политичким крилом. Група је учествовала у нападима на македонске снаге заједно са НОА. Након што је НОА расформирана, АНА је наставила да делује у Прешевској долини.